# Mestni stadion Ob jezeru
Mestni stadion Ob jezeru je stadion v Velenju. Na njem domujeta moška ekipa NK Rudar Velenje in ženska ekipa ŽNK Rudar Škale. Stadion ima kapaciteto 2.341 sedežev, prav tako pa ima stojišča.
Stadion je eden od večjih centralnih športnih objektov Velenje in je hkrati največji odprti vadbeni prostor v mestu. Kompleks je lociran v neposredni bližini Škalskega jezera, oddaljen dobre 3 km od centra mesta, zgrajen pa je bil leta 1955. Nazadnje je bil prenovljen leta 2010.
Stadion pa ni namenjen le za nogometne tekme, ampak se na njem odvijajo tudi mednarodna tekmovanja v atletiki in je dom slovenskih atletikov.

Danes kompleks mestnega stadiona sestavljajo:
- glavno travnato igrišče, ki ga obdaja atletska steza z osmimi progami, narejena iz umetne mase. Objekt ima tudi umetno razsvetljavo, ki je bila postavljena v zadnji prenovi v letu 1998,
- pokrita tribuna s 1864 sedeži, v objektu tribun je urjen tudi manjši fitnes za potrebe športnikov,
- športne garderobe in pomožni objekt za hrambo športne opreme in strojev za vzdrževanje;
- igrišče z umetno travo dim. 65 x 100 m, objekt je umetno razsvetljen,
- pomožno travnato igrišče,
- asfaltno igrišče za mali nogomet oz. rokomet,
- asfaltno igrišče za košarko.